# Myslavský potok
Myslavský potok – duży potok w południowo-wschodniej Słowacji, w dorzeczu Hornadu, płynący m.in. przez Koszyce.

## Bieg
Źródła potoku znajdują się na wysokości ok. 770 m n.p.m. na południowym zboczu głównego grzbietu Gór Wołowskich, na południowych stokach szczytu Predné holisko w Paśmie Kojszowskiej Hali. Potok spływa na całej swej długości generalnie w kierunku południowo-wschodnim. Płynie początkowo dość szeroką, zalesioną doliną, a następnie przez niewielką kotlinę, w której leży wieś Nižný Klátov. Przepływa przez tę miejscowość, następnie przebija się dość wąską, zalesioną dolinką wciętą między ostatnimi, sięgającymi 350 m n.p.m. wgórzami Słowackich Rudaw, po czym przed miejscowością Myslava (obecnie dzielnica Koszyc) wypływa na teren Kotliny Koszyckiej. Płynie dalej południowymi dzielnicami Koszyc, po czym na wysokości ok. 196 m n.p.m. uchodzi do Hornadu jako jego prawobrzeżny dopływ.
Dorzecze potoku bardzo niesymetryczne, co związane jest z kierunkiem, w jakim płynie: przytłaczającą większość dopływów stanowią jego dopływy lewobrzeżne (liczne mniejsze potoki, spływające z południowych stoków Pasma Kojszowskiej Hali) przy zupełnym prawie braku dopływów prawobrzeżnych. Koryto potoku w jego dolnym biegu w znacznej części uregulowane. Doliną potoku biegnie lokalna droga z Koszyc przez Myslavę do miejscowości Nižný Klatov. W wąskim odcinku doliny od Myslavy po Nižný Klatov od lat 70. XX w. powstał cały ciąg ogródków działkowych i domków rekreacyjnych.

## Turystyka
Na krótkim odcinku doliny, od osady Maša do wsi Nižný Klatov, drogą wzdłuż potoku biegną znaki  zielone szlaku turystycznego z Koszyc przez polanę Girbeš do Bukovca.